# Athrotaxis
Athrotaxis är ett släkte av cypressväxter. Athrotaxis ingår i familjen cypressväxter.
Kladogram enligt Catalogue of Life:
| Athrotaxis | \| \| Athrotaxis cupressoides \| \| \| \| \| \| Athrotaxis laxifolia \| \| \| \| \| \| Athrotaxis selaginoides \| \| \| \| |
|            | \| \| Athrotaxis cupressoides \| \| \| \| \| \| Athrotaxis laxifolia \| \| \| \| \| \| Athrotaxis selaginoides \| \| \| \| |
|            | Athrotaxis cupressoides |
|            | |
|            | Athrotaxis laxifolia |
|            | |
|            | Athrotaxis selaginoides |
|            | |

## Bildgalleri

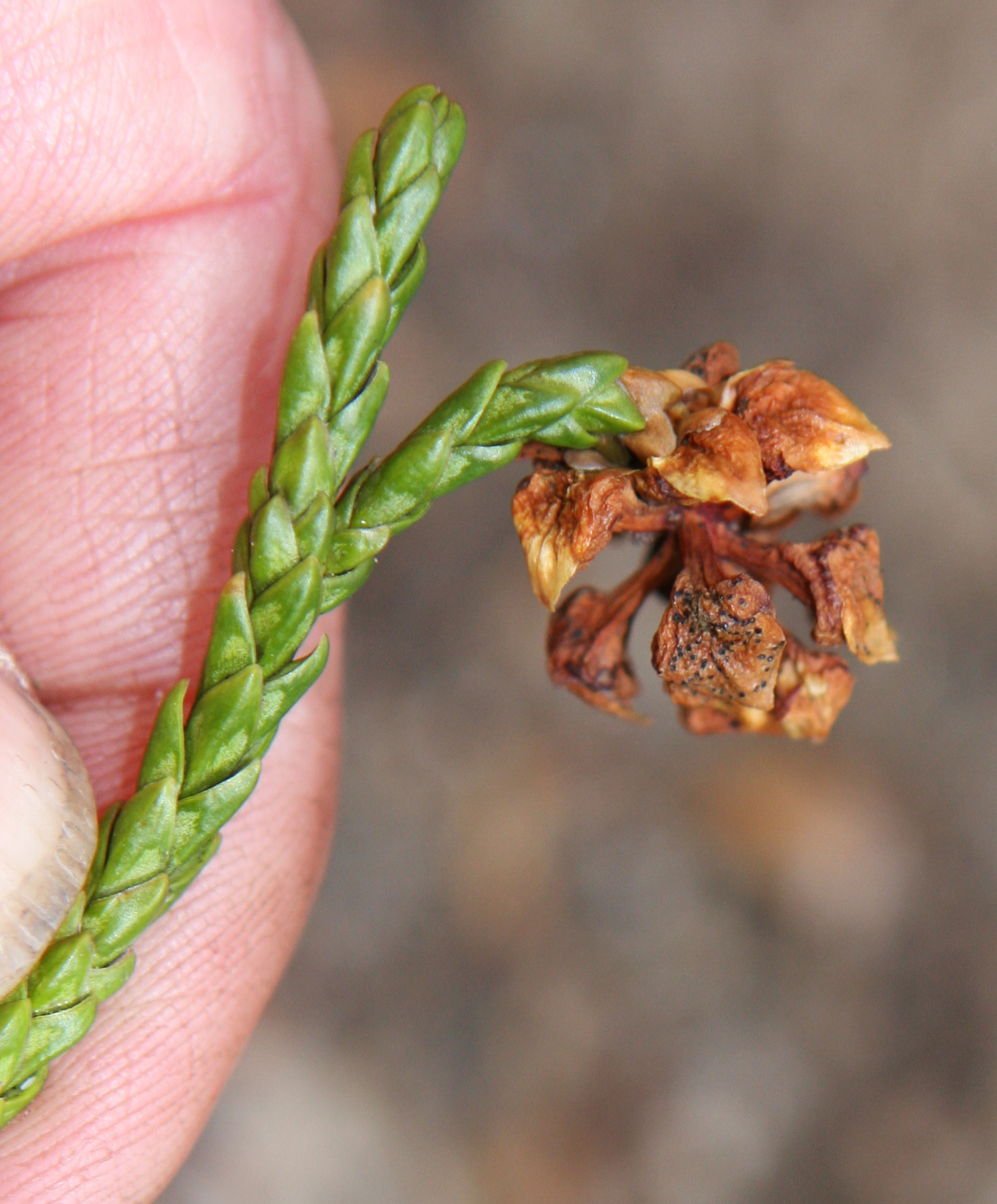
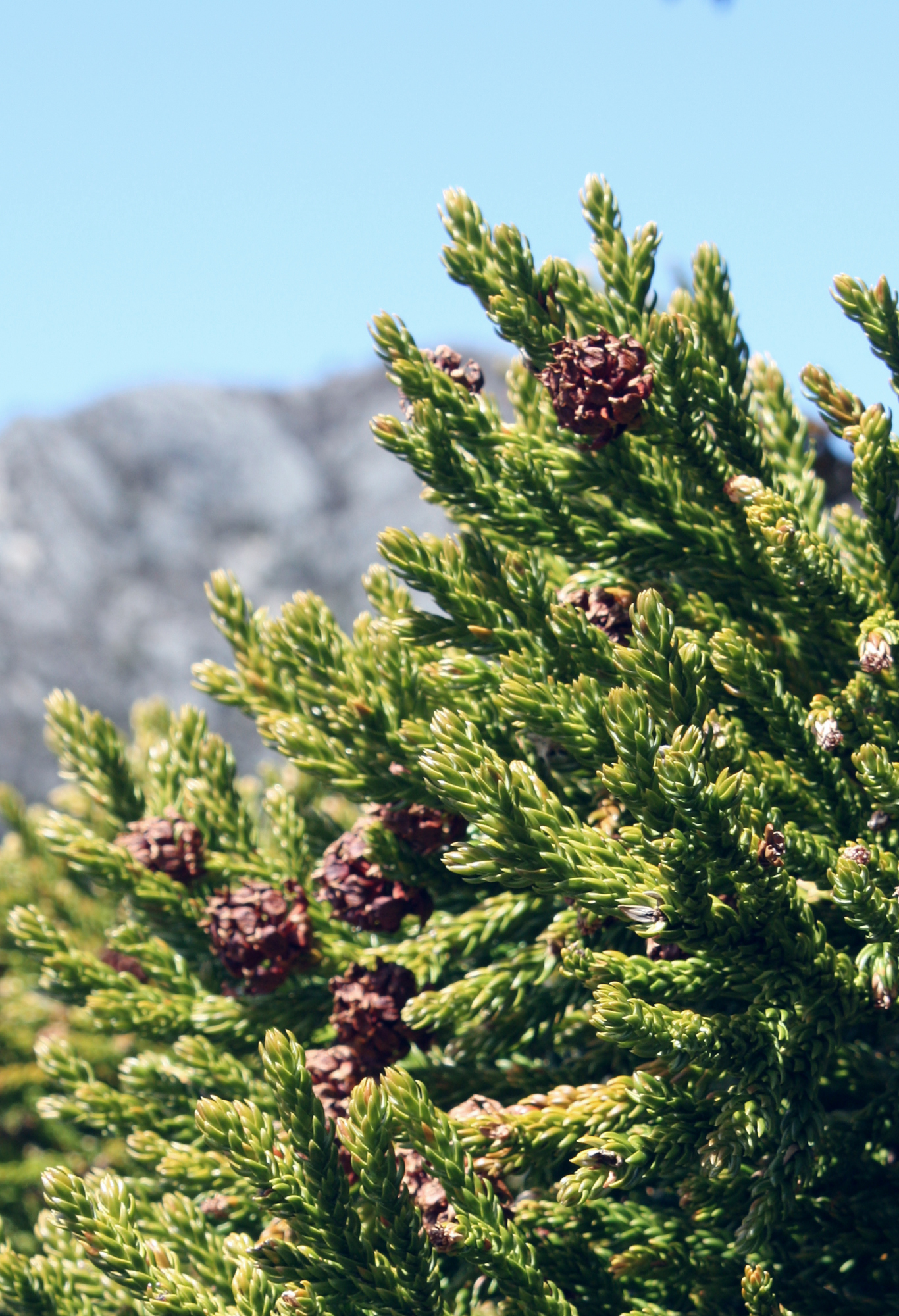